# Bob Cratchit
Bob Cratchit – drugoplanowy bohater Opowieści wigilijnej Karola Dickensa z 1843 roku.

## Opis postaci
Bob pracuje w sklepie Ebenezera Scrooge’a jako kancelista. Scrooge nie traktuje go dobrze, oszczędza na ogrzewaniu, i daje bardzo małą wypłatę. Bob jednak próbuje jak najlepiej się spisać i jest sumiennym pracownikiem. Cratchit jest ojcem wielodzietnej rodziny, a jeden z jego synów, Tim, jest ciężko chory. Gdy Ebenezer Scrooge odwiedza jego dom wraz z duchem wigilijnej przeszłości, dostrzega jego biedę. Gdy duch pokazuje głównemu bohaterowi śmierć Tima, Ebenezer Scrooge decyduje się zmienić swoje postępowanie. Bob dostaje podwyżkę pensji, a jego synek odpowiednią opiekę.
W animowanej wersji Opowieści wigilijnej z 2009 roku Bobowi podkłada głos Gary Oldman (podłożył on głos także dwóm innym bohaterom, a mianowicie Marleyowi i Timowi).